# Brandywine River Museum of Art
Brandywine River Museum of Art (Muzeum Sztuki nad rzeką Brandywine) – muzeum sztuki w miejscowości Chadds Ford, w stanie Pensylwania, otwarte w 1971 roku, poświęcone twórczości rodziny Wyethów, zwłaszcza protoplasty rodu, jego syna i wnuka.  

## Historia

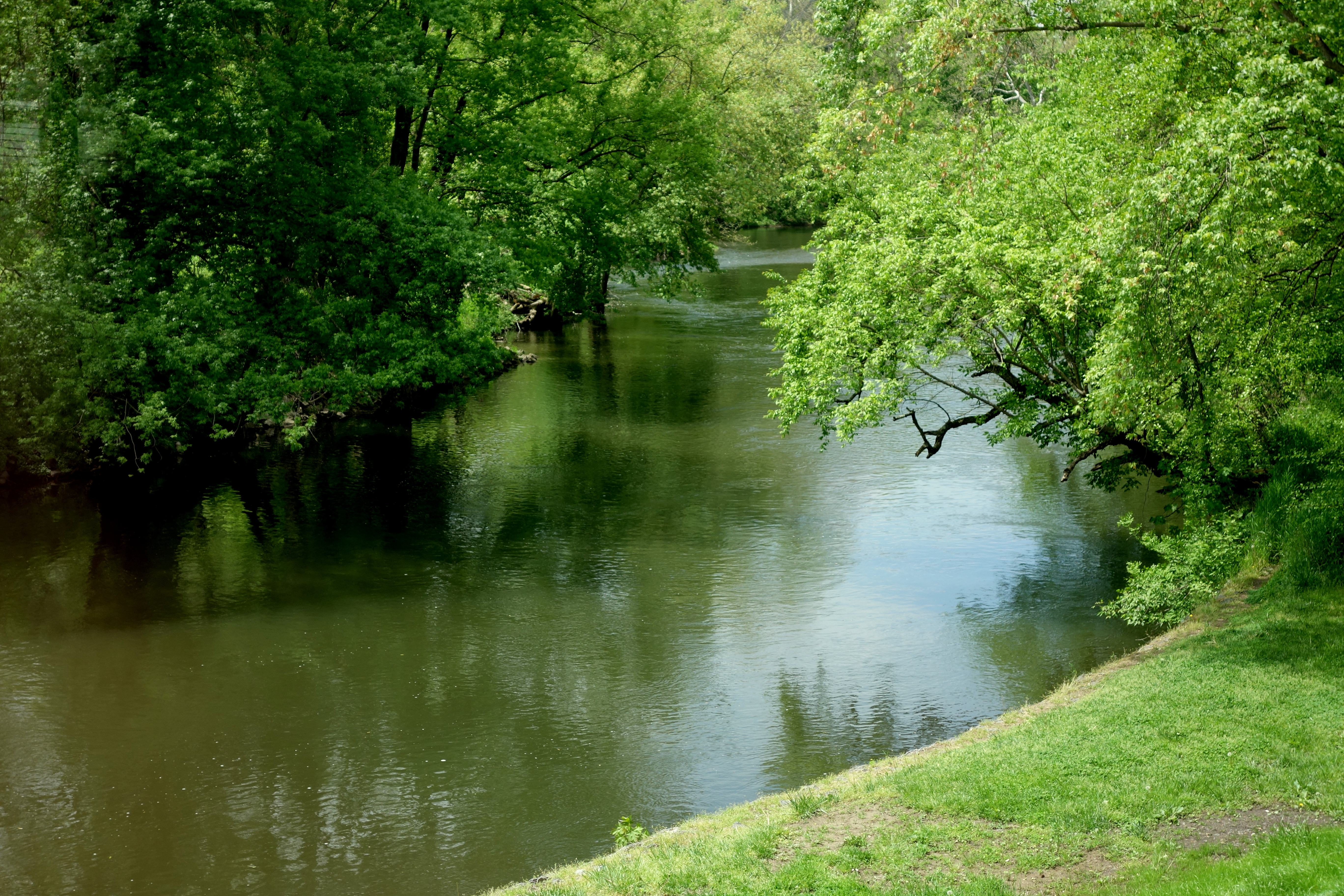
Rzeka Brandywine

Początki muzeum związane są z Brandywine Conservancy, stowarzyszeniem konserwatorskim, poświęconym zachowaniu terenów nad rzeką Brandywine, zagrożonych intensywną industrializacją. Brandywine Conservancy założyła w 1967 grupa lokalnych mieszkańców. W ramach tych działań w 1971 roku Conservancy otworzyło Muzeum Sztuki nad rzeką Brandywine, przeznaczając na jego siedzibę wyremontowany młyn Hoffmana (Hoffman's Mill). Budynek otoczony jest miejscowymi drzewami, krzewami i kwiatami, które zostały posadzone przez Brandywine Conservancy. Przez jego sięgające od podłogi do sufitu okna roztacza się rozległy widok na płynącą się poniżej wodę i pola. 
Muzeum jest poświęcone sztuce amerykańskiej, ze szczególnym naciskiem na sztukę regionu Brandywine, amerykańskie ilustratorstwo, martwe natury i malarstwo pejzażowe oraz dzieła rodziny Wyethów.
Początki finansowe muzeum były trudne. Sytuacja zaczęła poprawiać się, gdy 1973 roku jego dyrektorem został Jim Duff, pełniący tę funkcję aż do 2011 roku, do chwili przejścia na emeryturę. Pierwszym dziełem, jakie zakupiło muzeum, był obraz On the Brandywine 1862 pejzażysty Edwarda Morana. Kolekcja z czasem powiększyła się do ponad 3 500 dzieł sztuki (2010). Za kadencji Duffa zakupiono dla muzeum dom i pracownię N.C. Wyetha oraz dom w Rocky Hill, w którym wychowywali się Andrew Wyeth i czworo jego młodszego rodzeństwa. Znajduje się w nim ponad 9 000 eksponatów związanych z historią rodziny Wyethów, jednej z najbardziej znanych rodzin artystycznych w Ameryce. Trzecim obiektem związanym z tą rodziną jest Kuerner Farm, w którym znajduje się blisko 1 000 prac Andrew Wyetha. Oba obiekty są udostępnione do zwiedzania: dom i pracownia N.C. Wyetha od 1996, a Kuerner Farm – od 2004 roku. W połowie lat 90. muzeum odwiedzało 207 000 gości rocznie.

## Zbiory
Muzeum poświęcone jest twórczości rodziny Wyethów, zwłaszcza protoplasty rodu, jego syna i wnuka. Poza tym w zbiorach muzeum znajdują się dzieła Howarda Pyle’a i jego uczniów, w tym Maxfielda Parrisha, obrazy amerykańskich ilustratorów, takich jak: Charles Dana Gibson, Rockwell Kent, Winslow Homer, Frederic Sackrider Remington, Al Hirschfeld i Edward Gorey oraz XIX-wieczne pejzaże autorstwa Edwarda Morana, Jaspera Francisa Cropseya i Thomas Doughty’ego, martwe natury autorstwa Williama Michaela Harnetta) i obrazy rodzajowe pędzla takich artystów jak: Jasper Francis Cropsey, George Cope, Jefferson David Chalfant i Horace Pippin.